# Регионална библиотека „Любен Каравелов“ – Русе
Регионална библиотека „Любен Каравелов“ в Русе е сред най-старите културни центрове в България.

## История
Началото на библиотеката е поставено през 1888 г., когато родолюбиви културни деятели от града, с подкрепа на Градската община се заемат създават Русенската библиотека. Това са членовете на просветно дружество „Дунав“, основано година по-рано (през септември 1887 г.) в град Русе. В чл. 1 на Устава на дружество „Дунав“ е записано: „… да тури основа на една градска библиотека“. Библиотеката най-напред се е помещавала на ул. „Княжеска“ № 1, в къщата на възрожденеца Йосиф Дайнелов, съратник на Г. С. Раковски.
При управлението на кмета Петър Винаров (1851 – 1926), на 11 февруари 1888 г., Общинският съвет взима историческото решение за откриване на Русенска градска библиотека. Старейшините отпускат гласуваните още през 1887 г. 1500 лв. за закупуване на книги.
През годините русенци издействат чрез Министерството на просвещението ежегодна субсидия от 7000 до 8000 лв., като условието е градът да осигури и самостоятелно помещение за библиотеката, с достъп на всички русенски граждани до книгите.
Първият легитимен библиотекар, назначен през 1891 г., е учителят по музика Атанас Паунов. Изработени са първият Правилник за вътрешния ред и въз основа на него е формирана Комисия за подбор при закупуването на нова литература.

## Съвремие
Днес Регионална библиотека „Любен Каравелов“ – Русе е център на културния живот в града. В Библиотеката се провеждат ежедневно голям брой културни събития – концерти, изложби, четения и много други.
Мисия на библиотеката: "Регионална библиотека „Любен Каравелов“ е водещ културен институт с вековна история и традиции, работеща за укрепване, популяризиране и развитие на българската идентичност, култура и духовни ценности. Библиотеката е значим и притегателен център в предоставянето на достъп до знание, информация и услуги за всички жители и общности в Русе и региона.
Библиотеката ежегодно публикува на своята страница годишните си отчети.
През 2005 г. в библиотеката се поставя началото на Международен конкурс за екслибрис. В него се включват ежегодно творци от цял свят. До 2018 г. притежание на библиотеката са над 3500 екслибриса.
Библиотеката разполага с уникален за страната книжен фонд и стари издания.
Детският отдел на библиотеката е със съвременен интериор и привлича като посетители деца от град Русе и областта.

## Сградата на библиотеката
От средата на 50-те години на миналия век Регионалната библиотека се помещава в сградата, строена през 1911 г. за първата в България Търговско-индустриална камара по проект на арх. Никола Лазаров. Разположена е на площад „Александър Батенберг“ – стария градски център на град Русе.

През септември 2007 г. Европейската комисия присъжда на „Знак за европейско наследство“, сложен на фасадната стена. Сградата на Русенската регионална библиотека е един от най-значимите паметници на културата в Русе.